# Río Bravo (Tamaulipas)
Río Bravo, oficialmente Ciudad Río Bravo, es una ciudad mexicana situada en el estado de Tamaulipas, cabecera del municipio homónimo. Es la octava ciudad más grande en términos de población del estado de Tamaulipas, forma parte del área metropolitana de Reynosa-McAllen que tiene una población de más de 1.7 millones de habitantes.
Su nombre como el del municipio se debe al homónimo Río Bravo, un largo río que funge como frontera con los Estados Unidos en los estados mexicanos de Tamaulipas, Nuevo León, Coahuila y parcialmente Chihuahua.

## Geografía

### Localización
La ciudad de Río Bravo se localiza en las coordenadas 25°58′54″ latitud norte 98°05′25″ latitud oeste; Está ubicada en el norte del estado mexicano de Tamaulipas en el municipio homónimo, municipio del que también es la cabecera.

### Clima
Ciudad Río Bravo tiene un clima semiseco muy cálido y de extremos. Tiene una temperatura media anual de 22.7 °C. La temperatura promedio del mes más frío es de 13.8 °C en enero, y la temperatura del mes más cálido es de 29.1 °C en agosto. Tiene una precipitación media de 578.5 milímetros.
Solo hay 2 estaciones climáticas bien diferenciadas, el verano con temperaturas que fácilmente superan los 40 °C, y el invierno comúnmente suave con un promedio de 10 °C, pero con frentes fríos que hacen que se descienda hasta más abajo de los −10 °C.
Las Inundaciones en Río Bravo son algo comunes, debido a las fuertes lluvias y huracanes que azotan la costa del estado, incluyendo el Valle del Río Grande (Río Bravo, la frontera y el sur de Texas).
Las nevadas, aún que raras, se llegan a presentar, como en el año 2004, y la más reciente hasta la fecha, la de 2017, siendo como muchas de las nevadas en zonas subtropicales, de poco grosor y duración.
| Parámetros climáticos promedio de       | Parámetros climáticos promedio de | Parámetros climáticos promedio de | Parámetros climáticos promedio de | Parámetros climáticos promedio de | Parámetros climáticos promedio de | Parámetros climáticos promedio de | Parámetros climáticos promedio de | Parámetros climáticos promedio de | Parámetros climáticos promedio de | Parámetros climáticos promedio de | Parámetros climáticos promedio de | Parámetros climáticos promedio de | Parámetros climáticos promedio de |
| Mes                                     | Ene.                              | Feb.                              | Mar.                              | Abr.                              | May.                              | Jun.                              | Jul.                              | Ago.                              | Sep.                              | Oct.                              | Nov.                              | Dic.                              | Anual                             |
| --------------------------------------- | --------------------------------- | --------------------------------- | --------------------------------- | --------------------------------- | --------------------------------- | --------------------------------- | --------------------------------- | --------------------------------- | --------------------------------- | --------------------------------- | --------------------------------- | --------------------------------- | --------------------------------- |
| Temp. máx. abs. (°C)                    | 34.5                              | 36.5                              | 40.0                              | 41.0                              | 39.0                              | 40.0                              | 40.0                              | 39.0                              | 40.0                              | 37.0                              | 39.0                              | 38.0                              | 41.0                              |
| Temp. máx. media (°C)                   | 20.0                              | 22.8                              | 27.1                              | 29.5                              | 30.8                              | 33.4                              | 34.4                              | 35.0                              | 33.9                              | 30.0                              | 26.2                              | 21.7                              | 28.7                              |
| Temp. media (°C)                        | 13.8                              | 16.3                              | 20.4                              | 23.5                              | 25.6                              | 27.7                              | 28.8                              | 29.1                              | 27.9                              | 24.0                              | 19.9                              | 15.5                              | 22.7                              |
| Temp. mín. media (°C)                   | 7.5                               | 9.8                               | 13.8                              | 17.5                              | 20.3                              | 22.1                              | 23.2                              | 23.1                              | 21.9                              | 18.0                              | 13.6                              | 9.4                               | 16.7                              |
| Temp. mín. abs. (°C)                    | -11.0                             | -4.0                              | -2.5                              | 0.0                               | 8.0                               | 12.0                              | 14.0                              | 11.0                              | 12.0                              | 6.0                               | -1.0                              | -8.0                              | -11.0                             |
| Precipitación total (mm)                | 44.7                              | 30.5                              | 13.5                              | 37.7                              | 74.9                              | 68.5                              | 50.2                              | 61.7                              | 90.2                              | 53.3                              | 25.7                              | 27.6                              | 578.5                             |
| Días de precipitaciones (≥ 1 mm)        | 5.7                               | 3.7                               | 1.8                               | 2.6                               | 3.9                               | 4.2                               | 3.0                               | 3.8                               | 5.4                               | 3.9                               | 3.0                               | 3.8                               | 44.8                              |
| Fuente: Servicio Meteorológico Nacional |                                   |                                   |                                   |                                   |                                   |                                   |                                   |                                   |                                   |                                   |                                   |                                   |                                   |

## Historia
La hacienda se constituyó en 1774, y la Sauteña en 1888, siendo su principal socio Don Iñigo Noriega, Un terrateniente español de origen asturiano qué, además de esta, poseía múltiples haciendas principalmente en el centro de México, y un amigo personal de Don Porfirio Díaz, se constituyó en un importante detonante económico: se construyeron caminos que partían de El Soldadito (hoy Matamoros) que unieron a Colombres (como se llamaba anteriormente Río Bravo) con los Estados Unidos y la Capital. En 1882, se inauguró el ferrocarril llamado El Nacional que unía Estación Cuevas (hoy ciudad Gustavo Díaz Ordaz) con Matamoros, pasando por la estación Ébano, actual Río Bravo.
El emporio comercial y agrícola que representaba La Sauteña llegó a su cúspide el 10 de mayo de 1913, cuando el general Lucio Blanco tomó la ciudad de Reynosa y posteriormente Colombres. Los revolucionarios destruyeron todo a su paso, acabando con la ciudad completa y, de paso, con los sueños de sus habitantes que habían conseguido convertir la ciudad en el centro de atracción turística, comercial e industrial, más importante de la zona Norte, incluyendo la región Sur de los Estados Unidos.
Posteriormente, en las décadas de los 30-40's, con la creación de los sistemas de riego del Norte de México, vuelve a renacer la región y se forman, entre otras, las colonias 18 de Marzo y Magüelles, en lo que hoy es Valle Hermoso, dando un nuevo auge a la región. Estas colonias, así como otras que se formaron en la región eran fundamentalmente de dos tipos: en unas habitaban trabajadores desplazados por la falta de empleo -que se instalaban en los campamentos de construcción- y otras formadas por repatriados de los Estados Unidos. Este incremento poblacional permitió que Río Bravo renaciera nuevamente y alcanzara el nivel de crecimiento que hoy tiene.

### Fechas históricas
El día 4 de diciembre de 1961, se decreta la creación del municipio de Río Bravo.
En el año de 1962, el presidente del Congreso del Estado de Tamaulipas, Juan Posadas Iracheta, le otorga el reconocimiento de ciudad al municipio.

## Demografía
Ciudad Río Bravo de acuerdo al censo del año 2020 tiene 111 314 habitantes, 55 902 mujeres y 55 412 hombres. En 2005 tenía una población de 84 347, lo que representa un incremento del 28.4 por ciento respecto a 2020.

### Viviendas
En Ciudad Río Bravo hay alrededor de 37,251 viviendas particulares, de estas 32,842 están habitadas, 32,687 disponen de energía eléctrica y 32,609 disponen de agua entubada.

## Ciudades hermanas
Río Bravo esta hermanada con la siguiente ciudad:
- Donna, Texas, Estados Unidos.[17]